# Popielnica z Białej

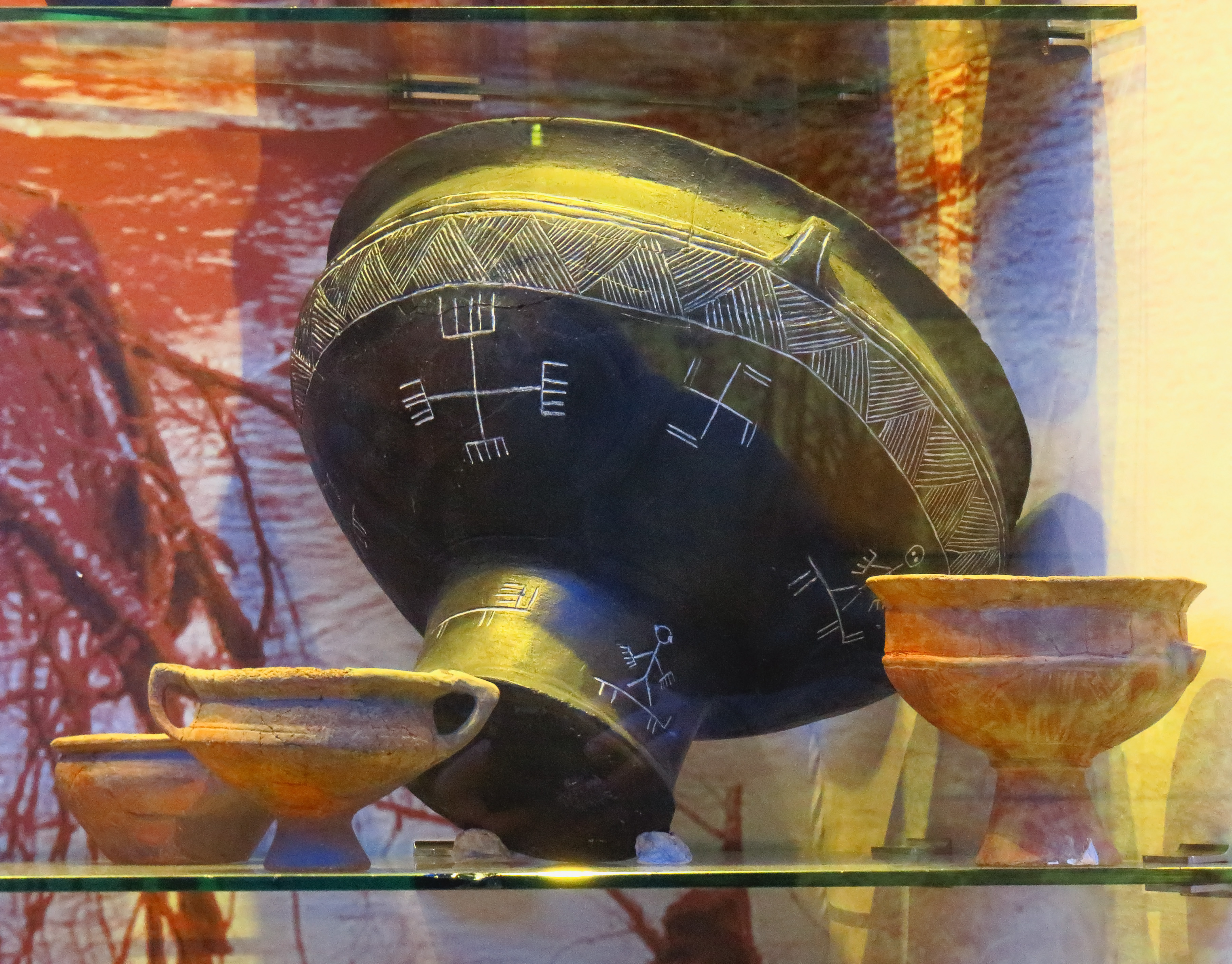
Replika popielnicy na wystawie w Muzeum Archeologicznym i Etnograficznym w Łodzi.

Popielnica z Białej (także: waza z Białej, urna z Białej) – naczynie odnalezione podczas wykopalisk archeologicznych we wsi Biała. Naczynie to służyło jako urna na szczątki zmarłych. Popielnica ta stała się obiektem ogromnego zainteresowania z powodu symboli znajdujących się na niej, w szczególności swastyk oraz dwóch krzyży, które zostały spopularyzowane w ramach symboliki rodzimowierczej jako Ręce Boga. Przez niektórych rodzimowierców słowiańskich krzyż z popielnicy został uznany za pogański, słowiański symbol religijny, mimo że nie udowodniono jego związku z kulturą słowiańską.

## Historia

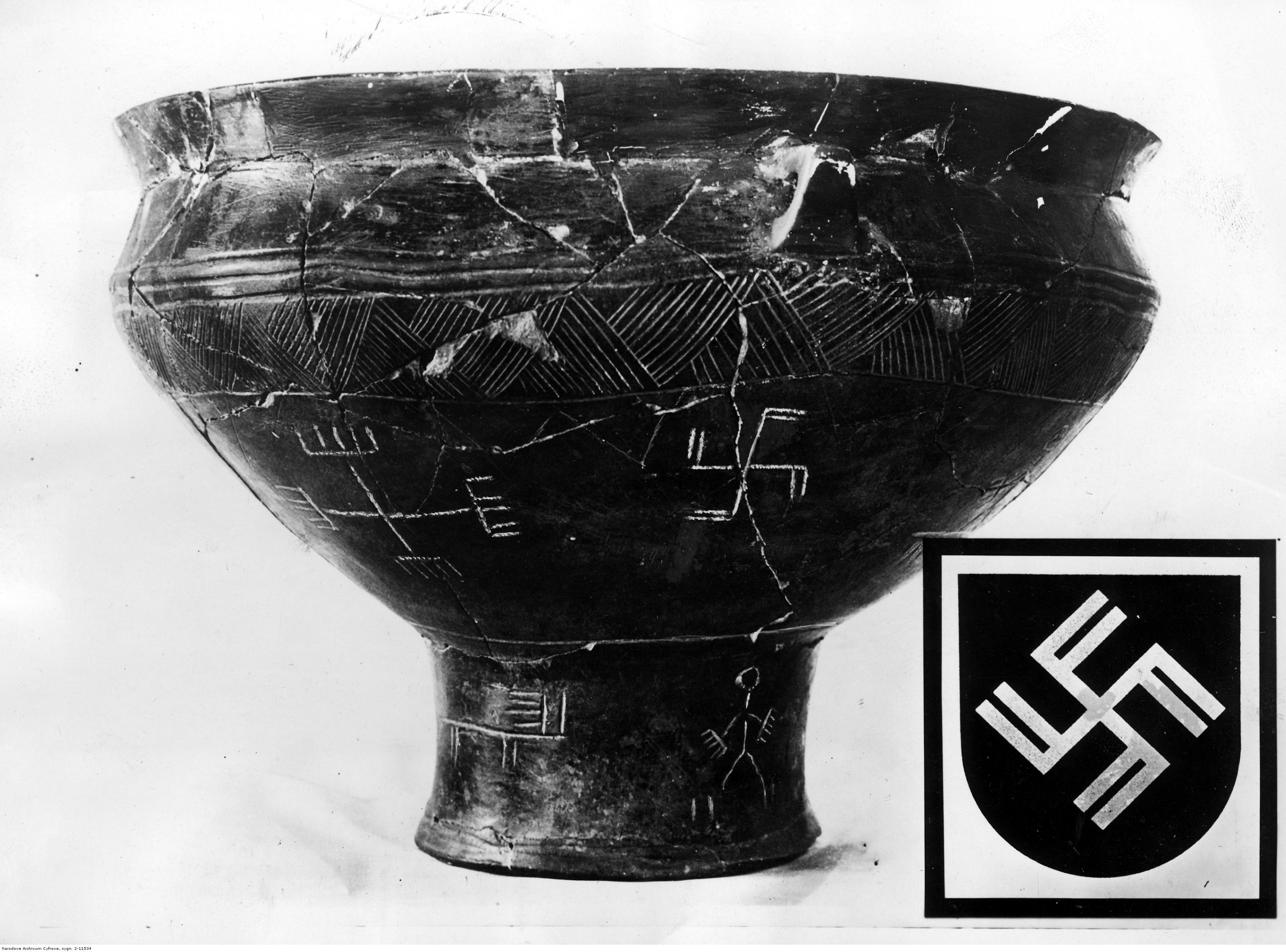
Zdjęcie urny z 1941 r. oraz herb Litzmannstadt (okupowanej Łodzi), bazowany na swastyce z urny.

Popielnica została odkryta w 1936 roku na cmentarzysku we wsi Biała w województwie łódzkim (w ówczesnym powiecie brzezińskim) i datowana jest na przełom II i III wieku (okres przeworski), rzadziej na wiek starszą. Urna ta została znaleziona potłuczona w grobie, być może kobiecym, na co może wskazywać znajdujący się też w grobie przęślik oraz igła.

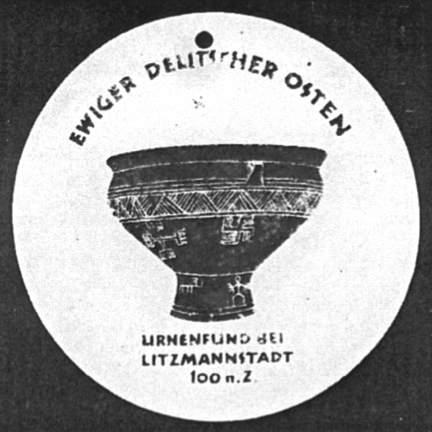
Popielnica z charakterystycznym krzyżem oraz swastyką na niemieckim medalionie z 1942/1943 roku.

Herb Litzmannstadt (okupowanej Łodzi). Kolorystyka herbu odpowiada kolorom herbu rodu Litzmannów.

W czasie II wojny światowej naczynie to, z powodu obecności na nim swastyk, było wykorzystywane przez nazistów do celów propagandowych. Jego wizerunek reprodukowano w licznych kopiach na plakatach, widokówkach i w gazetach, zaś dwuramienna swastyka stała się herbem okupowanego miasta Łódź. Propaganda ta miała na celu potwierdzać germańską genezę ziem polskich i usprawiedliwiać okupację. Popielnica zaginęła w trakcie wycofywania się Niemców z Łodzi. Do Polski wróciła w latach 90. i obecnie znajduje się w Muzeum Archeologicznym i Etnograficznym w Łodzi. Oryginał przechowywany jest w magazynie, a na wystawie znajduje się jej kopia.

## Symbole z popielnicy
Niemiecki historyk Walter Kersten opublikował naczynie w 1944 r. w czasopiśmie Posener Jahrbuch für Vorgeschichte (Poznański Rocznik Prehistorii) z powodu znajdujących się na nim swastyk, gdzie omówił znajdujące się na niej piktogramy. Na brzuścu (największej części naczynia) znajduje się sześć rysunków, które Kersten wymienia od lewej strony do prawej:
1. Swastyka
2. Mężczyzna na koniu
3. Zachowana częściowo lub niedokończona postać kobieca, w zamierzeniu analogiczna do rys. 5, prawdopodobnie na koniu
4. Mężczyzna na koniu
5. Kobieta wsiadająca na konia z zaznaczoną wyraźnie sukienką oraz piersiami
6. Krzyż z grzebykowato zakończonymi końcami, który dokładnie odpowiada kształtowi dłoni jeźdźców lub skrzyżowane cztery ręce; każda ręka ma pięć „palców”

Według Kerstena, na nóżce znajdują się:
1. Mężczyzna na koniu
2. Ww. krzyż lub skrzyżowane ręce z dodatkowymi czterema małymi swastykami między ramionami; górna ręka ma sześć „palców”
3. Jeleń
4. Jeleń

Kersten następnie dokonuje analizy porównawczej, podaje jeden przykład zdobnictwa figuralnego z okresu rzymskiego z Niemiec, później zdobnictwo z kultury łużyckiej i pomorskiej oraz, jego znaniem, analogiczne do rysunków z popielnicy skandynawskie, naskalne rysunki z epoki brązu. Zinterpretował rysunki jako całościowo pomyślany fryz wyobrażający pochód słoneczny i na podstawie analizy mitologii germańskiej, wiąże z kultem płodności. Na końcu artykułu poświęconego popielnicy przedstawiał poglądy o szowinistycznym zabarwieniu.
W 1946 r. w czasopiśmie Z Otchłani Wieków naczynie omówiła także Halina Anna Ząbkiewicz-Koszańska, która była pracownikiem Muzeum Miejskiego w Łodzi przed wojną i znała naczynie z autopsji zaraz po odkryciu. Pisze ona, że fragment z rysunkiem, oznaczony numerem 3 przez Kerstena, był uszkodzony i nie udało się go odtworzyć. Jednak w publikacji Inventaria Archaeologica (1960), którego autorką także jest Koszańska, rysunek ten prezentowany jest w „poprawionej” formie: górną część zaokrąglono tak, że całość posiada kształt falliczny, oraz dorysowano dwa punkty sugerujące oczy lub piersi. Wielu późniejszych autorów korzystało z tej „ulepszonej” wersji, nie zdając sobie z tego sprawy.
Według Konrada Jażdżewskiego rysunki te to znaki piktograficzne, które miały utrwalać jakiś zdarzenie z życia zmarłej, gdyż przedstawiają one scenę polowania łowców na jelenie. Mogły również przedstawiać jedną z rozrywek czekających na zmarłą w zaświatach. Krzyże równoramienne i swastyki były symbolami słońca i stosowano je życząc szczęścia i jako znaki ochronne przed złem – takie mogły być intencje ludzi składających prochy zmarłej do urny.
Halina Anna Ząbkiewicz-Koszańska łączyła rysunki z kulturą łużycką i pomorską, a Ewa Bugaj i Tadeusz Makiewicz ze wczesną kulturą pomorską.

### Krzyż z popielnicy
Współcześnie popielnica z Białej swoją popularność zawdzięcza rysunkom krzyży znajdujących się na niej. W środowisku naukowym dominuje pogląd, że krzyże w istocie są skrzyżowanymi rękoma łowców przedstawionych na popielnicy. Obecnie krzyż ten najczęściej znany jest pod nazwą Ręce Boga, aczkolwiek przez część rodzimowierców słowiańskich bywa również nazywany Krzyżem Słowiańskim lub Rękami Swaroga. Nazwa Ręce Boga została spopularyzowana w latach 90. XX wieku przez środowisko rodzimowiercze skupione wokół Rodzimego Kościoła Polskiego w oparciu o interpretację jego założyciela, Lecha Emfazego Stefańskiego, którą przedstawił w wydanej w 1993 roku książce Wyrocznia słowiańska oraz w statucie tegoż związku wyznaniowego. Duży centralny krzyż, którego ramiona zakończone są palcami (grzebieniami), ma według niego symbolizować „Boga Najwyższego”, którego ramiona obejmują świat w jego cztery strony, a także wszechświat i równowagę, do której dąży natura. Swastyki umieszczone pomiędzy ramionami symbolu odpowiadać mają aspektom Boga, symbolizując dwie postacie „ognia niebiańskiego”: moce słoneczne oraz piorunowe. Symbol ten w swojej symbolice religijnej uznaje również inny związek wyznaniowy nawiązujący do etnicznych wierzeń Słowian – ZZW Słowiańska Wiara, jest także wymieniany jako symbol Swaroga w publikacji O Bogach i ludziach, wydanej przez Gromadę Kołomir (obecnie Kołomir – Rodzima Wiara o. Warmińsko-Mazurski).
Mimo że nie udowodniono związku tej popielnicy z kulturą słowiańską, to podobne symbole znajdowano w kulturze Słowian, np. jako wzory pisankowe zebrane przez Kazimierza Moszyńskiego z terenów wschodniej Polski, z Małorusi i Serbochorwacji, jako symbol na naczyniu pogrzebowym dziecka znalezionym w obwodzie woroneskim, rejonie kalaczejewskim, czy na wrzecionie łupkowym spod wsi Sawwinskaja Słoboda w Rosji.

Krzyż według rysunku z brzuśćca
Krzyż według rysunku z nóżki z 6 „palcami” na górze
Krzyż jako symbol używany powszechnie, z 5 „palcami”
Jeden z motywów pisankowych[14]
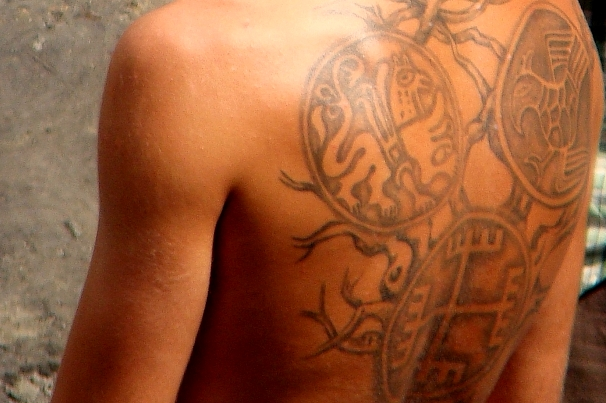
Tatuaż
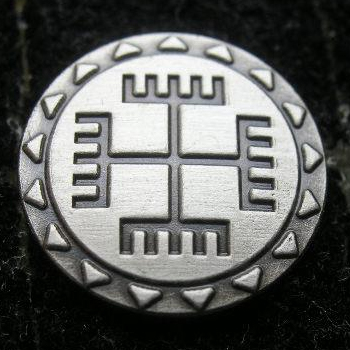
Ozdoba